# Yūssef al-Shāhed
Yūssef al-Shāhed (in arabo يوسف الشاهد‎?; Tunisi, 18 settembre 1975) è un politico e ingegnere tunisino,  primo ministro della Tunisia dall'agosto 2016 al febbraio 2020.

## Biografia
Laureato in Ingegneria agraria, ha insegnato e svolto ricerca all'università. Diplomato all'Istituto Nazionale Agronomo della Tunisia nel 1998, l'anno successivo studia in Francia all'Istituto Nazionale di Agronomia Paris-Grignon, laureandosi in Economia dell'Ambiente e delle Risorse Naturali. Nel 2003 diventa dottore di ricerca in Economia agraria con una tesi sull'impatto dello stato sociale nei tagli tariffari ai prodotti agricoli.
È stato ministro per gli affari regionali. Il 3 agosto 2016 ottiene la nomina a primo ministro della Tunisia e il compito di formare un governo di unità nazionale, dopo che il precedente esecutivo guidato da Habib Essid si è concluso il 30 luglio dopo il voto di sfiducia del Parlamento. Il governo al-Shāhed ottiene la fiducia dell'Assemblea il 26 agosto.
Parla fluentemente arabo, italiano, inglese e francese.